# Kinder des Zorns 6 – Isaacs Rückkehr
Kinder des Zorns 6 – Isaacs Rückkehr (Originaltitel: Children of the Corn 666: Isaac’s Return) aus dem Jahr 1999, ist die fünfte Fortsetzung des 1984 entstandenen Horrorfilms Kinder des Zorns. Im Gegensatz zu seinen Vorgängern schließt dieser Film an die Ereignisse des ersten Teils der Filmreihe an.

## Handlung
Nach den Ereignissen aus Teil 1 liegt Isaac, der Anführer der mörderischen Kinder, im Koma. Doch er wacht wieder auf und macht mit seinen Untergebenen Jagd auf alle Erwachsenen. Isaac wählt die 21-jährige Hannah Martin zur künftigen Mutter der mit übernatürlichen Kräften ausgestatteten Wesen.

## Kritiken
Das Lexikon des internationalen Films schrieb, der Film sei ein „konfuses Konglomerat aus Genre-Elementen ohne erzählerischen Zusammenhang, das seine konturlose Protagonistin einer Geschichte ohne zentralen Konflikt ausliefert“. Gelobt wurde die „ansprechende“ Kameraarbeit.
Die Zeitschrift Cinema schrieb, der „mittelmäßige Horror“ biete „nur die Spreu vom Horror-Weizen“ und sei „eher körnig als königlich“.

## Hintergründe
Der Film wurde in den meisten Ländern – wie in den Vereinigten Staaten und in Deutschland – direkt auf Video veröffentlicht. Im Sommer 2000 fanden jedoch in Amsterdam einige Kinovorführungen statt.